# مینوتور (فیلم)
«مینوتور» (انگلیسی: Minotaur) فیلمی در ژانر ترسناک و فانتزی است که در سال ۲۰۰۶ منتشر شد. از بازیگران آن می‌توان به تام هاردی، تونی تاد، روتخر هاور، و اینگرید پیت اشاره کرد.